# مین یونگ هوان
 مین یونگ هوان (۱۹۰۵–۱۸۶۱) وزیری از امپراتوری کره بوده و به عنوان طرفدار محافظه کار اصلاحات شناخته می‌شود. او در شهر سئول و خاندان قدرتمند مین چشم به جهان گشود و به عنوان واکنشی از روی مقاومت در برابر معاهده اولسا که از سوی ژاپنی‌ها بر کره اعمال شده بود خودکشی کرد. او برادر زاده ملکه میونگ سونگ بود. امروزه وی به خاطر تلاش‌هایش برای استقلال کره در روزهای افول سلسله چوسان در یادها مانده و مجسمه ای برای یادبودش در نزدیکی دروازه‌های قصر چانگدوک سئول برپا شده‌است.

## زندگی‌نامه
پدرش مین گیوم هو، (민겸호، 閔 閔 謙) وزیری در وزارت خانه مالی (Hojo) بود. مین یونگ هوان آزمون گواگو را در سال ۱۸۷۸ گذرانده و سپس به عنوان یک کتابدار جوان در کتابخانه سلطنتی (Gyujanggak) وارد خدمات دولتی شد. مین رتبه‌های دیوان سالاری چوسان را یکی پس از دیگری پشت سر گذاشته و پست‌هایی مثل جایگاهی در دفتر مشاوران ویژه(Hongmungwan 弘文館) و معلم ولیعهد را در اختیار گرفت. در ژوئیه سال ۱۸۸۲، سئول با شورش سربازانی که به علت نارضایتی محافظین قصر سلطنتی که چندین ماه بود حقوق خود را دریافت نکرده بودند به وقوع پیوست، به لرزه افتاد. در خلال این اغتشاش پدر مین کشته شد. در نتیجه مین از سمت‌های خود استعفا کرده و به عزاداری پرداخت. در سال ۱۸۸۴، مین مجدداً وارد خدمات دولتی شده و به عنوان مقام هیئت کارکنان (Ijo 吏曹) منصوب گردید. پس از آن او پست‌های دولتی مختلفی مثل معاون شهردار سئول (Hanseong Uyun 漢城右尹) را به صورت پیوسته در اختیار داشت. در سال ۱۸۹۵، مین به عنوان اولین سفیر به ایالات متحده منصوب شد. اما قتل عمه اش ملکه میونگ سونگ به دست سربازان ژاپنی در سال ۱۸۹۵ مانع از در اختیار گرفتن این سمت توسط وی گردید. در آوریل سال ۱۸۹۶، مین به عنوان سفیر ویژه منصوب و به منظور شرکت در مراسم تاج گذاری سزار نیکولاس دوم به روسیه فرستاده شد. مین بعد از شش ماه مسافرت در اواخر اکتبر همان سال به کره بازگشت. در ژانویه سال ۱۸۹۷، مین مجدداً به عنوان سفیر کره برای شرکت در روز شادی الماس ملکه ویکتوریا عازم اروپا شد. این سفرها در مورد ضرورت امروزی سازی به مین اطمینان بیشتری بخشید. مین بعد از بازگشت به کره به حامی فعال باشگاه آزادی تبدیل شده و توسط روزنامه وابسته به آن که استقلال (Dongnip Sinmun 獨立 新聞) نام داشت مورد مصاحبه قرار گرفت.

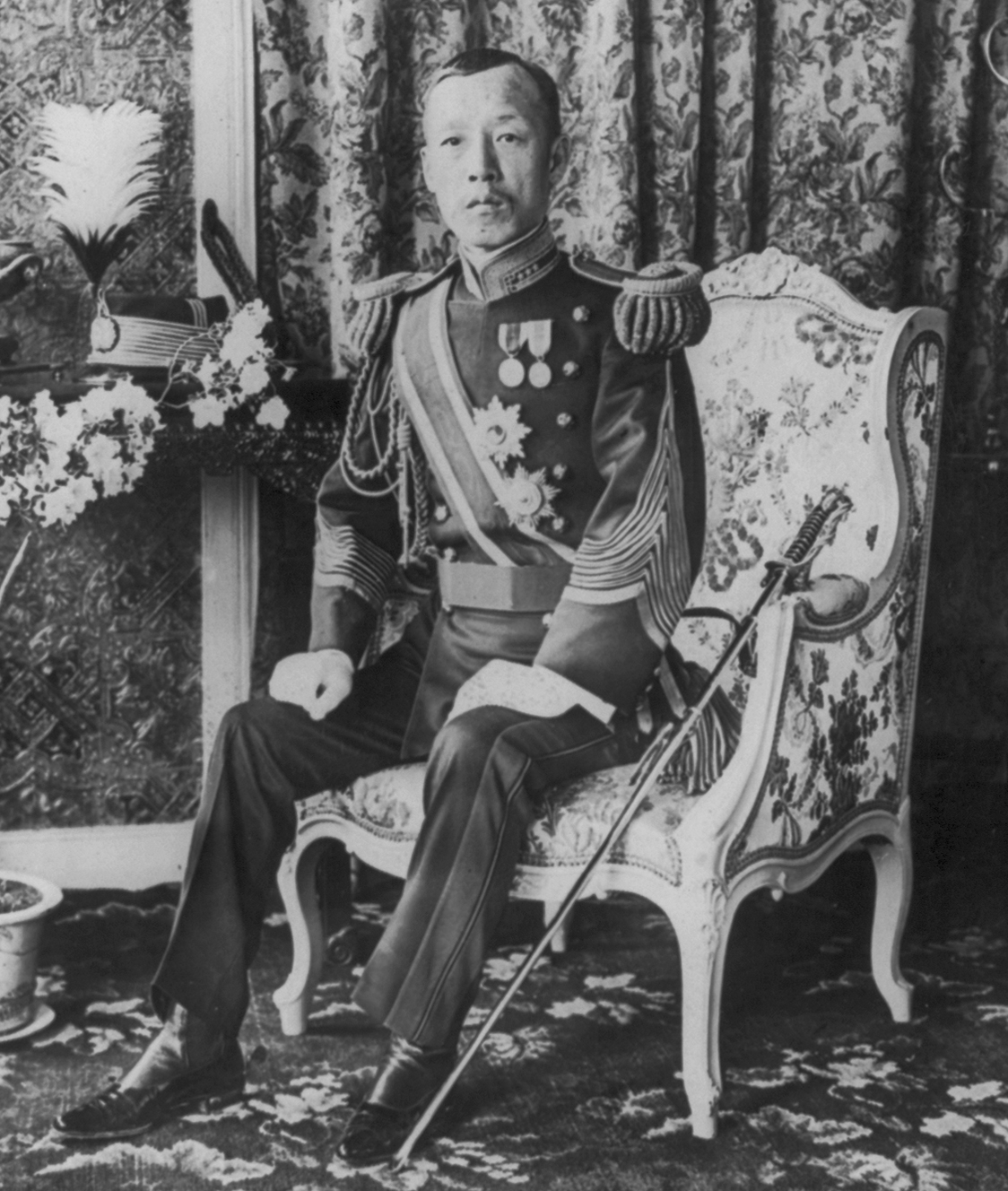
مین یونگ هوان

ژاپن در هفدهم نوامبر سال ۱۹۰۵ موفق به تحمیل معاهده اولسا بر کره و قرار دادن کره به عنوان تحت‌الحمایه ژاپن شد. گفته می‌شود سه روز بعد از منعقد شدن معاهده که موضوع به گوش مین رسید، او چندین بار از هوش رفته و خون بالا آورد. مین و بسیاری دیگر از مقامات به پادشاه گوجونگ التماس کردند که معاهده را ملغی کرده و پنج مقام کره ای که آن را امضا نمودند و امروزه به صورت گسترده‌ای با نام ” پنج خائن اولسا ” (Eulsa ojeok) شناخته می‌شوند اعدام کند. اما تجدید نظر خواهی‌هایش با جبر ژاپنی‌ها ساکت شده و مین تصمیم گرفت تا به عنوان آخرین واکنش مقاومتی و اعتراضی توسط یک مقام وفادار خودکشی کند. مین در ۳۰ نوامبر سال ۱۹۰۵ گلوی خویش را برید. بعد از این مرگ، در جیب‌هایش پنج پیام یکسان به نمایندگان چین، بریتانیا کبیر، آمریکا، فرانسه، و آلمان در پشت کارت تلفنهای وی پیدا شدند که در آنها از آن قدرت‌ها خواسته شده بود تا شرایط صحیح داخل کره را تشخیص دهند. او همچنین یک پیام نهایی را مستقیماً به مردم کره نوشت که در آن قول داده بود تا هموطنانش را از عالم اموات یاری کند، با این شرط که آنها خواست و اراده خود را قوی تر نموده و دانش خود را در تلاشی همه‌جانبه برای ” احیای آزادی و استقلال ما (کره) ” به کار ببرند. "
برخی از مقامات به مانند جو بیونگسه، هونگ مانسیک، یی سانگ چول، و حتی کشنده کالسکه اش نیز متعاقب مرگ مین خودکشی کردند. دیگران نیز شاید از مرگ مین الهام گرفتند تا واکنش نشان داده و به ارتش درستکار (uibyeong) ملحق گشتند. بالاترین رتبه ارتش بعد از مرگ به مین اعطا شد.
در سال ۱۹۶۲ مجدداً به مین عنوان ” لیاقت برای پیدایش کشور ” اعطا شد.

## بامبو خونین
یک سال بعد از مرگ مین، به‌طور گسترده‌ای گزارش شده بود که یک گیاه بامبو در محلی که لباس‌های خونینش دفن گشته بود رشد کرده‌است. افراد زیادی فکر می‌کردند که بامبو با خون مین رشد کرده‌است و بنابراین آن بامبو هیول جوک (血竹) یا ” بامبو خونین ” خوانده می‌شد. تعجب‌انگیز آن است که تعداد برگ‌های آن ۴۵ عدد بود که برابر با سن مین در زمان وفاتش می‌باشد.
مردم بعد از کشف آن برای تماشای این بامبو جمع شدند و برخی عکس‌هایی گرفتند. دولت ژاپن فکر می‌کرد که آن یک پدیده طبیعی یا یک خرافه محض می‌باشد و از این روی مقاماتی را به منظور تحقیق به منزل سابق مین فرستاد. اسرار آمیز اینکه آنها دریافتند که بامبو هیچ ریشه ای ندارد و ثابت گردید که موضوع ساختگی نیست. بامبو خونین تحت حفاظت قرار گرفته و امروزه در موزه دانشگاه کره به همراه مواردی از قبیل لباس‌ها و سایر وسایل شخصی مین نگهداری می‌شود.
در سنت شرق آسیا بامبو نماد وفاداری و راستی است.